# Ventimiglia (stacja kolejowa)
Ventimiglia (wł: Stazione di Ventimiglia) – stacja kolejowa w Ventimiglii, w regionie Liguria, we Włoszech. Znajdują się tu 3 perony. Nietypowa instalacja 1,5 kV (włoski standard 3 kV DC, linia Marsylia-Ventimiglia 25 kV 50 Hz AC).